# Mil Mi-28
Mil Mi-28 (kód NATO "Havoc") je ruský bitevní vrtulník určený k boji proti tankům a obrněným vozidlům. Vznikl během 80. let 20. století z typu Mi-24. Jeho vývoj zahájený v roce 1972 inicioval vývoj AH-64 Apache, jehož má být Mi-28 protiváhou. Mi-28 je úzce specializován pro boj s obrněnými vozidly a tanky a není určen pro převoz osob nebo nákladu jako Mi-24, přesto však disponuje malým prostorem pro transport 3 pasažérů, který měl umožnit záchranu posádek sestřelených vrtulníků. Při konstrukci se počítalo s možností snadného leteckého transportu a sestavení v místě nasazení. Maximální rychlost vpřed činí asi 300 km/hod, rychlost do boku a vzad asi 100 km/hod. Rychlost otáčení kolem vertikální osy ve visu (nehybné zavěšení ve vzduchu) se pohybuje kolem 45°/sec.

## Vývoj
První prototyp stroje (ev. č. 022) vzlétl 10. listopadu 1982. Vývoj vrtulníku dále pokračoval a sériově se začal vyrábět od prosince 1987 v závodě Rosvertol v Rostově na Donu. Postupně docházelo k modernizacím, které využívaly technického a technologického pokroku. V lednu 1988 byl zalétnut prototyp verze Mi-28A (ev. č. 032) s výkonnějšími motory a čtyřlistým vyrovnávacím rotorem, který nahradil dosavadní třílistý. V roce 1991 byl dokončen druhý exemplář Mi-28A (ev. č. 042), avšak v roce 1993 byl program zrušen ve prospěch konkurenčního typu Kamov Ka-50.
Dne 14. listopadu 1996 byl zalétán prototyp verze Mi-28N (ev. č. 014), který je určen k boji i v noci. Vrtulník je vyzbrojen automatickým leteckým kanónem Šipunov 2A42 ráže 30 mm, řízenými i neřízenými raketami různých variant. Mi-28 má plně pancéřovanou kabinu včetně skel, která by odolá zásahům projektilů ráže 7,62 a 12,7 mm a střepinám munice do ráže 20 mm. V březnu 2004 byl dokončen druhý prototyp (ev. č. 024) s novou hlavou a listy nosného rototu a upraveným palivovým systémem. Ruská armáda obdržela první prototypy Mi-28 k testům v roce 2004. První ze tří objednaných předsériových strojů byl zalétán 25. ledna 2005 (výr. č. 01-01, ev. č. 32).
Dne 23. ledna 2008 bylo oznámeno, že firma Rostvertol zahájila v Rostově na Donu velkosériovou výrobu vrtulníku Mi-28N Night Hunter.
V únoru roku 2011 bylo ve výzbroji ruských vzdušných sil 24 kusů Mi-28.

## Uživatelé

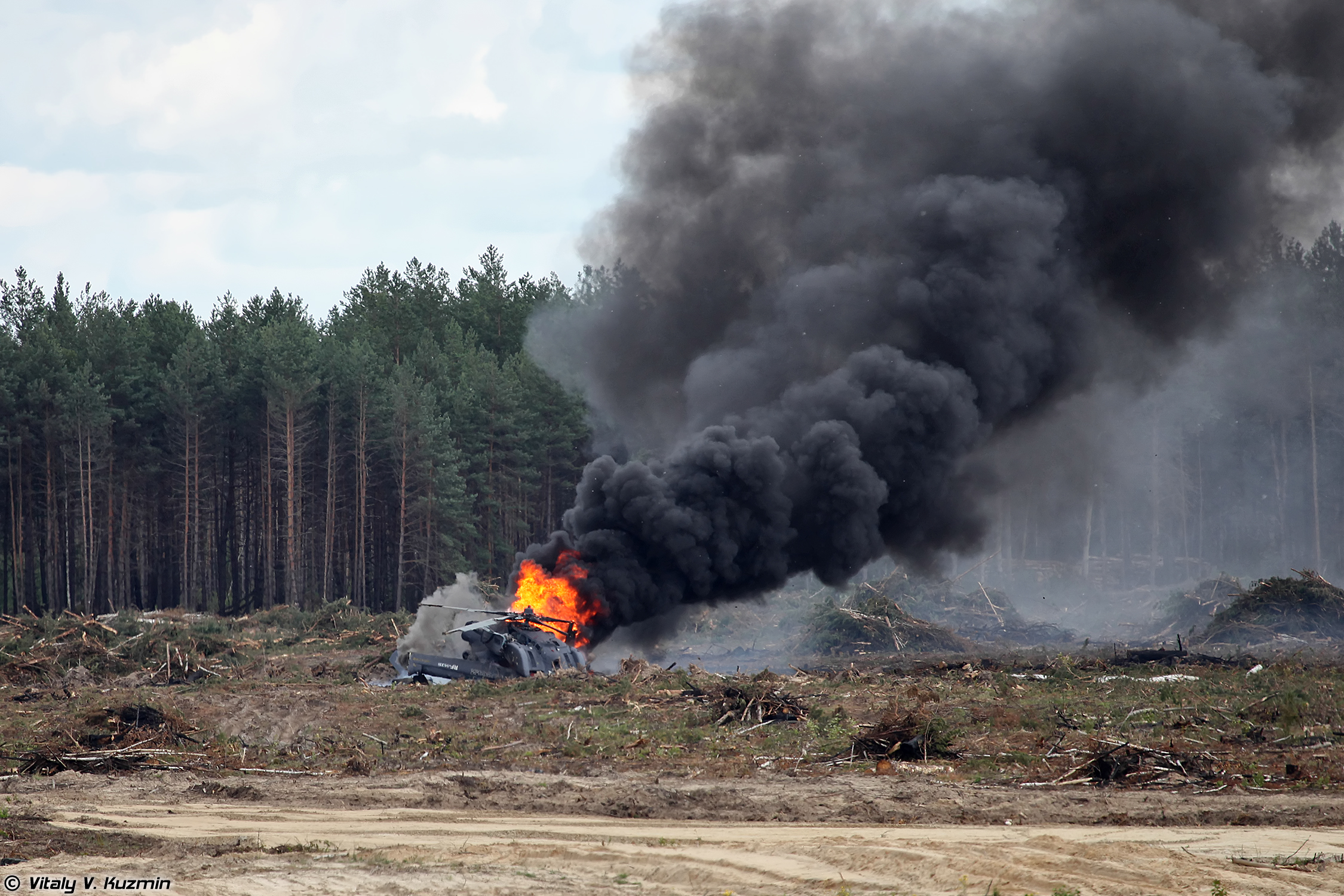
Havárie vrtulníku Mil Mi-28 2. srpna 2015 ve výcvikovém prostoru Dubroviči v Rjazaňské oblasti.

Alžírsko
- Alžírské letectvo[7]

 Irák
- Irácké armádní letectvo[7]

 Rusko
- Ruské letectvo[7]

 Uganda
- Ugandské letectvo[8][9]

## Specifikace (Mi-28N)
Zdroj:RIA Novosti, Russian Helicopters, JSC, Jane's All The World's Aircraft 2000–2001

### Technické údaje
- Osádka: 2
- Délka: 17,01 m
- Rozpětí: 4,88 m
- Výška: 3,82 m
- Průměr rotoru: 17,2 m
- Plocha rotoru: 232,35 m²
- Prázdná hmotnost: 8 590 kg
- Hmotnost (naložen): 10 700 kg
- Maximální vzletová hmotnost: 11 500 kg
- Pohonná jednotka: 2× turbohřídelový motor Klimov TV3-117VMA-SB3, každý o výkonu 1 636 kW (2 194 hp)

### Výkony
- Maximální rychlost: 320 km/h
- Cestovní rychlost: 270 km/h
- Dolet: 435 km
- Bojový dolet: 200 km
- Přeletový dolet: 1 100 km
- Vytrvalost: 2 hodiny
- Dostup: 5 700 m
- Počáteční stoupavost: 13,6 m/s
- Plošné zatížení rotoru: 49,5 kg/m²
- Poměr výkon/hmotnost: 0,31 kW/kg

### Výzbroj
- Kanony: 1 × kanon Šipunov 2A42 ráže 30 mm (250 střel)
- Závěsy: Dva pylony pod každým křídlem k upevnění pum, raket a závěsů na granáty. Hlavní konfigurace výzbroje zahrnují:
  - 16 protitankových střel Ataka-V a 40 raket S-8 nebo
  - 16 protitankových střel Ataka-V a 10 raket S-13 nebo
  - 16 protitankových střel Ataka-V a dvě pouzdra na kanon UPK-23-250 obsahující kanon ráže 23 mm GŠ-23L s 250 střelami
  - Ostatní výzbroj: Protitankové střely 9K121 Vichr a 9M123 Chrizantema, rakety vzduch-vzduch "Iz 305" LMUR AGM/ATGM, 8 Igla-V a Vympel R-73, 2 minové výmetnice KMGU-2